# Реакція Гевальда

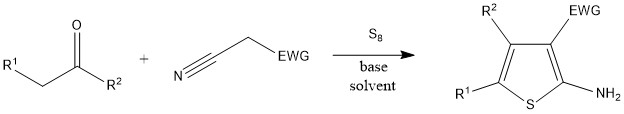
Загальна схема реакції Ґевальда

Реакція Ґевальда — це мультикомпонентна реакція конденсації α-метиленкарбонільної сполуки (кетону чи альдегіду, коли R2 = H) із активованим ацетонітрилом (коли EWG = COOAlk, CN, C(O)NH2) у присутності сірки та основи з утворенням функціоналізованого 2-амінотіофену.
Реакція названа в честь німецького хіміка Карла Ґевальда та вперше опублікована у 1966 році.
Як основу використовують органічні, такі як вторинні або третинні аміни (діетиламін, морфолін, тріетиламін, піридин) або неорганічні основи (наприклад, NaHCO3, K2CO3, NaOH). Крім того, полярні розчинники, такі як ДМФА, спирти (метанол, етанол), 1,4-діоксан, покращують конденсацію проміжних продуктів — α,β-ненасичених нітрилів з сіркою.
Основною перевагою такого підходу є широка доступність і варіативність вихідних кетометиленових та активованих ацетонітрильних компонентів, що дозволяє одержувати великі ряди функціоналізованих похідних тіофену, що є зручним для подальших їх перетворень і необхідним для створення комбінаторних бібліотек таких сполук для дослідження їхньої біологічної активності і пошуку сполуки-лідера.

## Механізм реакції

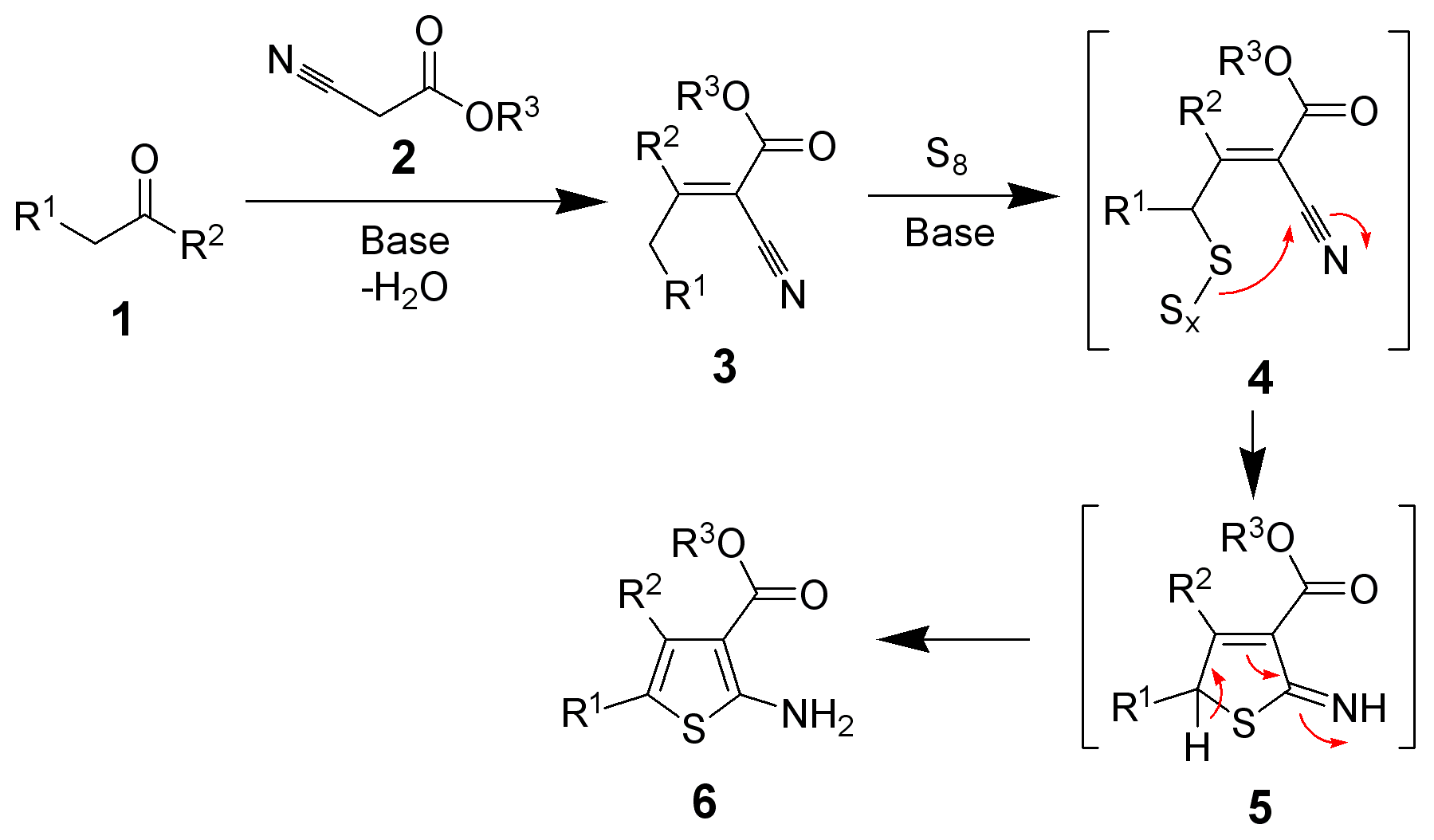
Механізм реакції Ґевальда

Механізм зазвичай демонструють на прикладі взаємодії кетону з естером ціаноцтової кислоти. Першою стадією даної реакції є конденсація Кневенагеля між кетоном (1) та α-ціаноестером (2) для отримання стабільного проміжного ненасиченого нітрилу (3). Проте механізм наступних стадій та приєднання сірки достеменно невідомий. Постулюється, що реакція відбувається через проміжний продукт (4). Подальша циклізація та таутомеризація призводять до утворення бажаного продукту (6).

## Загальна методика реакції
Морфолін (0,8 мл) докрапують до розчину метиленактивного нітрилу (2) (0,01 моль), карбонільної сполуки (1) (0,01 моль), сірки (0,32 г, 0,01 моль) в етанолі (3 мл). Реакційну суміш перемішують при нагріванні до 50–60°С до повного розчинення сірки та випадання осаду. Утворену суспензію охолоджують до кімнатної температури, відфільтровують, осад перекристалізовують зі спирту.